# Khóa chặt cửa nào Suzume
Khóa chặt cửa nào Suzume (Nhật: すずめの戸締まり Hepburn: Suzume no Tojimari, n.đ.: Suzume khóa cửa) là một tác phẩm anime điện ảnh tiếng Nhật thuộc thể loại hành động viễn tưởng – hài kịch do Shinkai Makoto đạo diễn kiêm biên kịch. CoMix Wave Films sản xuất bộ phim và Toho phân phối. Thiết kế nhân vật do Tanaka Masayoshi phụ trách, Tsuchiya Kenichi đảm nhận phần hoạt họa, Tanji Takumi chịu trách nhiệm nghệ thuật. RADWIMPS viết và trình bày các ca khúc nhạc hiệu, đồng thời thực hiện phần âm nhạc cùng nhà soạn nhạc Kazuma Jinnouchi. Phim có sự tham gia lồng tiếng của Hara Nanoka và Miura Akari trong vai nữ chính Iwato Suzume, Hokuto Matsumura trong vai nam chính Munakata Sōta, cùng với Eri Fukatsu, Shota Sometani, Sairi Ito, Kotone Hanase, Kana Hanazawa, Matsumoto Hakuō II, Ryūnosuke Kamiki, Ann Yamane và Aimi trong vai các nhân vật phụ. Bộ phim kể về một nữ sinh trung học và một chàng trai trẻ cố gắng đóng các cánh cửa nhằm ngăn chặn hàng loạt thảm họa trên khắp Nhật Bản.
Cảm hứng sáng tác của Shinkai Makoto đến từ việc ông chứng kiến dân số giảm và không gian xanh ngày càng tăng trong các chuyến công tác đến nhiều vùng ở Nhật Bản, đồng thời ông phát hiện ra khu phố Shinjuku, vốn là một khu vực sầm uất, trở nên im lặng trong đợt dịch viêm phổi truyền nhiễm đặc biệt nghiêm trọng, ông đã lồng ghép sự kiện trận động đất và sóng thần Tōhoku năm 2011. Tác phẩm này này là bộ phim anime điện ảnh đầu tiên của Shinkai Makoto sản xuất dưới dạng road movie, lấy bối cảnh cốt chuyện xung quanh tỉnh Miyazaki, tỉnh Ehime, thành phố Kobe, tỉnh Tokyo, tỉnh Miyagi và những nơi khác.
Phim khởi chiếu lần đầu vào ngày 11 tháng 11 năm 2022 tại Nhật Bản và tại Việt Nam vào ngày 10 tháng 3 năm 2023. Tác phẩm nhận về những lời khen ngợi từ giới chuyên môn và được đề cử giải Quả cầu vàng cho hạng mục Phim hoạt hình hay nhất.

## Tổng quan

### Bối cảnh
Cánh cửa nối liền thế giới của người đã khuất và thế giới thực tại nơi con người đang sống, nơi thảm họa sẽ xuất hiện từ thế giới bên kia. Một người chỉ có thể đi vào một cánh cửa. Yêu Thạch (要石) là hòn đá phong ấn và ngăn chặn thảm họa. Vị trí của Yêu Thạch sẽ thay đổi theo thời đại.
Bộ phim lấy bối cảnh chính tại các tỉnh Miyazaki, Ehime, thành phố Kobe, hai tỉnh Tokyo và Miyagi. Lựa chọn tỉnh Miyazaki là một trong những địa điểm quan trọng của tác phẩm, đạo diễn Shinkai Makoto chia sẻ trong một cuộc phỏng vấn rằng ông muốn gắn kết bộ phim với những điển cố từ truyền thuyết và thần thoại Nhật Bản. Theo đó, họ của nữ chính Suzume là "Iwato", lấy cảm hứng từ Amano-Iwato trong thần thoại. Ngoài ra, tỉnh Miyazaki cũng là nơi tổ chức lễ hội cùng tên. Các điểm tham quan địa phương ở Ehime gồm bến phà cảng Yahatahama cũ và ga JR Yahatahama, đoạn trailer phát hành vào tháng 10 thể hiện tòa nhà bến phà cũ ở thành phố Yahatahama và phong cảnh dọc theo sông Senjo. Tại khu vực Kobe, các địa điểm xuất hiện gồm Ga Shin-Kobe, công viên Omoye, Kikuseidai, khách sạn Maya Kanko (tòa nhà đổ nát đầu tiên của Nhật Bản được đăng ký là di sản văn hóa), phố mua sắm Sannomiya.
Phần sau của bộ phim mô tả khung cảnh dọc theo Quốc lộ 6, gồm các khu vực ở tỉnh Fukushima xếp vào loại "không dễ để trở về nhà" và nhà máy điện hạt nhân Serizawa và Suzume nhìn thấy từ trên đồi. Shinkai Makoto tin việc sử dụng các phương pháp gián tiếp giúp khán giả nhận ra rằng những cảnh quan ấy luôn hiện hữu trong lòng Nhật Bản là điều rất có ý nghĩa; Ông cũng đề cập trong cuộc phỏng vấn rằng vẫn còn nhiều người ở Fukushima mong mỏi được trở về nhà của họ ở những khu vực nằm trong nhóm khó, ông không thể thể hiện chính xác những ngôi nhà bỏ hoang này trong tác phẩm mà không được phép, vì vậy hình dáng và cách bố trí của những ngôi nhà ở tỉnh Fukushima là hư cấu, nhưng bầu không khí tổng thể của nơi này vẫn được giữ nguyên. Quê hương của Suzuya nằm ở khu vực ven biển của thành phố Miyako thuộc tỉnh Iwate, tháp truyền hình gần "Cổng" có thiết kế dựa trên trạm phát thanh gần Công viên thể thao Miyako, là khu vực ở thành phố Miyako bị ảnh hưởng nặng nề nhất bởi sóng thần trong trận động đất lớn ở phía Đông Nhật Bản. Con tàu mắc kẹt trong ngôi nhà ở thế giới bên kia liên quan đến Hamayuri – một con tàu du lịch bị sóng thần cuốn vào bờ trong trận động đất lớn ở phía Đông Nhật Bản. Vào thời điểm đấy, con tàu catamaran mắc cạn trên nóc một ngôi nhà nghỉ chỉ phục vụ bữa sáng hai tầng ở thị trấn Ōtsuchi và được coi là biểu tượng của thảm họa; thị trấn Ōtsuchi ban đầu muốn giữ lại thân tàu và nhà nghỉ chỉ phục vụ bữa sáng để làm kỷ niệm, tuy nhiên sau đó quyết định tháo dỡ hai tháng sau trận sóng thần vì lý do an toàn.

### Cốt truyện
Tại một thị trấn nhỏ ven biển ở Miyazaki, Iwato Suzume — một nữ sinh trung học phổ thông 17 tuổi sống với dì của mình ở Kyushu. (Vĩnh Hằng). Khi đang đi học, cô gặp một chàng trai trẻ đang tìm kiếm những nơi bị bỏ hoang. Cô nói với anh về một khu nghỉ dưỡng suối nước nóng (onsen) cũ, sau theo anh đến đó. Tất cả những gì cô thấy là một cánh cửa đứng trơ trọi trên khung. Sau khi mở cửa, cô nhìn thấy một cánh đồng đầy sao bên trong, nhưng lại không thể bước vào đó. Khi thử lại, cô vấp phải một viên đá (Yêu Thạch) hóa thành một con mèo con. Sợ hãi, cô bỏ chạy và quay lại trường.
Khi đang ăn trưa, Suzume nhìn thấy khói bốc lên từ khu nghỉ dưỡng mà chẳng ai khác nhìn thấy được trước khi một trận động đất nhỏ xảy ra. Cô chạy đến khu nghỉ dưỡng thì thấy khói bốc ra từ cửa và chàng trai trẻ cô thấy trước đó đang cố gắng đóng cánh cửa lại. Suzume chạy đến giúp anh và đóng được cửa lại, cột khói rơi xuống gây ra một trận động đất lớn.
Suzume đưa chàng trai về nhà để băng bó vết thương, anh ta tự giới thiệu mình là Sōta Munakata, một Bế Sĩ, người phải tìm và khóa cửa ở những nơi bỏ hoang để ngăn "giun đất" từ Vĩnh Hằng gây ra động đất. Sau đó, một con mèo xuất hiện và biến Sōta thành chiếc ghế ba chân mà anh đang ngồi. Quá tức giận, "chiếc ghế" đuổi theo con mèo, theo sau là Suzume đến một chiếc phà hướng đến Ehime. Nhưng nó trốn thoát lên một chiếc thuyền khác, khiến họ mắc kẹt. Sau đó, Sōta nói với cô rằng con mèo đã từng là một Yêu Thạch, và những con giun đã được giải phóng ngay sau khi nó được gỡ bỏ.
Khi đến Ehime, họ sử dụng manh mối từ những người dân địa phương đã chụp ảnh và đặt tên cho con mèo là "Daijin", để lần theo con mèo ở Shikoku. Với sự giúp đỡ từ Chika — một người địa phương, Suzume xác định được vị trí con giun, đồng thời đóng cánh cửa dẫn vào một ngôi trường bỏ hoang. Họ ở lại nhà Chika qua đêm. Sáng hôm sau, Suzume thấy Daijin đã đến Kōbe, cô chào tạm biệt Chika. Trong một cơn bão khi đang đi đến Kōbe, một người phụ nữ tên Rumi dừng lại và cho Suzume và Sōta đi nhờ. Suzume tình nguyện trông cặp song sinh của cô ấy khi Rumi phải đi làm. Buổi tối hôm đó, Suzume để ý thấy Daijin và cùng Sōta đuổi theo nó đến một công viên giải trí bỏ hoang, con giun lại xuất hiện, Sōta đành chia ra để đuổi theo con mèo. Sau khi khóa cửa, Suzume kể cho Sōta nghe về thế giới trong mơ và mẹ của cô.
Ngày hôm sau, Suzume và Sōta đến căn hộ của Sōta ở Tokyo, nghe anh kể cho cô câu chuyện thần thoại về Namazu và cách mà nó được bình định bằng việc đặt hai Yêu Thạch ở phía đông và phía tây Nhật Bản. Yêu Thạch phía tây đã trở thành Daijin, trong khi vị trí của Yêu Thạch phía đông không rõ ràng, có lẽ nằm ở Tokyo. Nếu con giun ở Tokyo xuất hiện, Nhật Bản sẽ bị hủy diệt, theo cách giống như đại thảm họa động đất Kantō 1923. Gia đình anh đảm bảo rằng tất cả các cánh cửa vẫn được khóa, và anh đã vác gánh nặng đó từ người ông đang nằm viện của mình. Tuy nhiên, họ lại không biết cánh cửa phía đông ở đâu. Sau đó Serizawa Tomoya, bạn của Sōta, gõ cửa và nói với Suzume rằng anh muốn nói chuyện với Sōta, nhưng rồi Suzume nhìn thấy một con giun gần đó. Cô chạy ra ngoài, và Sōta đuổi theo Daijin sau khi gặp lại nó, nhưng Daijin nói rằng Sōta phải trở thành Yêu Thạch mới để ngăn chặn con giun. Sau khi tìm thấy con giun, Sōta trèo lên nó, Suzume đi theo anh ta, và họ lên đến đỉnh của con giun. Ở trên đó, Sōta biến thành Yêu Thạch trong tay Suzume, và Suzume cầu xin anh quay lại khi con giun bắt đầu rơi xuống. Vì trận động đất sẽ giết chết nhiều người, Suzume đã rơi nước mắt khi đặt Yêu Thạch xuống. Suzume sau đó tỉnh dậy trong một hang động, nơi cô tìm thấy cánh cửa phía đông. Qua cánh cửa, cô nhìn thấy Yêu Thạch Sōta và cố gắng cứu anh ta, nhưng không thành. Bất chấp lời cầu xin của Suzume, Daijin nói rằng không thể cứu được Sōta. Chưa nản chí, Suzume đành nhờ ông nội đang nằm viện của Sōta, Hitsujirō, giúp đỡ. Ông ấy giải thích rằng khả năng nhìn thấy con sâu và thế giới Vĩnh Hằng thông qua cánh cửa có nghĩa là cô ấy đã vô tình bước vào Vĩnh Hằng một lần trước đây. Hơn nữa, cánh cửa mà cô ấy sử dụng lần đầu tiên là nơi duy nhất mà cô ấy có thể vào lại và cứu Sōta.
Khi Tamaki gặp lại cô, Suzume bắt đầu hành trình trở về quê hương của cô ở Tōhoku, nơi đã bị phá hủy sau trận sóng thần Tōhoku năm 2011. Serizawa nói với cô rằng cô có thể sử dụng chiếc xe của anh ấy để tìm Sōta, nhưng Tamaki xuất hiện và yêu cầu Suzume về nhà với cô ấy. Khi cô từ chối, Tamaki quyết định tham gia cùng cô, nhưng Suzume không nói lý do rời đi của cô. Daijin cũng đồng hành cùng cả ba. Khi đang ở trạm dừng nghỉ, Tamaki gợi ý đi xe buýt đến Tokyo mà cô biết được từ Minoru, nhưng Suzume từ chối, giận dữ nói rằng Tamaki không phải mẹ cô. Sau khi Daijin rít lên, Suzume nhận ra rằng Tamaki đang bị chiếm hữu bởi con mèo đen Sadaijin. Họ tiếp tục lái xe, nhưng Serizawa đã gặp tai nạn sau khi nghe lũ mèo nói chuyện. Suzume sau đó chạy về phía trước và Tamaki đuổi kịp trên một chiếc xe đạp cũ. Tamaki đưa Suzume đến đống đổ nát của ngôi nhà cũ nơi cô từng sống với mẹ mình một y tá đã thiệt mạng trong trận sóng thần. Sau khi tìm một lúc, cô thấy một trang trong cuốn nhật ký cũ trong một viên nang thời gian (time capsule) có vẽ về cánh cửa  Ở ngưỡng cửa, Suzume bước vào cùng Daijin và Sadaijin thành công sau khi nói với Tamaki rằng cô sẽ cứu người mình yêu.
Cô xuất hiện trong Vĩnh Hằng, lúc đó là thị trấn của cô sau trận sóng thần. Trong khi Sadaijin đánh lạc hướng con sâu, Suzume kéo được Sōta ra. Không còn là Yêu Thạch nữa, anh ta trở lại nguyên hình của mình. Tuy nhiên, Daijin phải trở lại thành Yêu Thạch. Để ngăn chặn những con giun, Sōta cầu nguyện và mang quá khứ về quê hương của Suzume trở lại. Sadaijin sau cũng hóa thành Yêu Thạch. Với hai Yêu Thạch trong tay, Suzume và Sōta phong ấn những con giun và mang lại hòa bình cho Vĩnh Hằng. Sau đó, Sōta để ý đến một đứa trẻ: Suzume từ 12 năm trước, và Suzume nhớ lại lần đầu tiên cô bước vào Vĩnh Hằng khi là một đứa trẻ đi tìm mẹ cô. Cầm lấy chiếc ghế, cô chạy đến chỗ cô bé, người đã nhầm lẫn cô với mẹ cô ấy. Suzume nói với cô ấy rằng cô không phải mẹ của cô ấy, khiến cả hai Suzume đều suy sụp. Cô nhường ghế cho Suzume trẻ và nói với cô ấy về tương lai của mình. Suzume trẻ hỏi cô ấy là ai, và cô trả lời, "Suzume của ngày mai". Suzume trẻ rời khỏi Vĩnh Hằng, sau được Tamaki tìm thấy 12 năm trước, theo sau là Suzume và Sōta về hiện tại. Sōta trở lại Tokyo, và Suzume trở lại Kyushu cùng Tamaki, trên đường đi thăm những người bạn mới của cô ấy.
Một buổi sáng, khi đã trở lại Miyazaki, Suzume đang trên đường tới trường thì một lần nữa cô lại gặp Sōta, lúc đó đang đi trên con đường mà họ đã gặp nhau lần đầu...

### Nhân vật
- Hara Nanoka trong vai Iwato Suzume (岩戸 鈴芽?)[16][17]
  - Miura Akari trong vai Suzume trẻ[18]

Nhân vật nữ chính của bộ phim này là một nữ sinh trung học 17 tuổi sống ở Miyazaki, Kyushu cùng với dì là Tamaki.  Cô có một kiểu tóc đuôi ngựa (ponytail) được buộc bằng một sợi dây màu đỏ. Cô đã sống với mẹ mình là Tsubame khi lọt lòng. Nhưng khi đến 4 tuổi, cô đã phải trải qua nhiều mất mát bởi trận động đất và sóng thần Tōhoku. Để gặp lại mẹ sau khi đã mất ở bệnh viện, cô phải đi qua cánh cửa, được dì nuôi nấng, khi còn nhỏ cô còn thường mơ thấy được đi dạo trên đồng cỏ. Cô có hai người bạn cùng lớp tên là Aya (絢 (Tuân)) và Mami (マミ). Vì vô tình mở ra cánh cửa gây ra thảm họa, cô đã dấn thân vào cuộc hành trình với Munakata Sōta lang thang. Sau khi cuộc phiêu lưu kết thúc, cô tạm biệt Sōta và Serizawa và trở về Miyazaki và tập trung chuẩn bị cho kỳ thi năm sau. Cô gặp lại Sōta vài tháng sau đó.
- Hokuto Matsumura trong vai Munakata Sōta (宗像 草太?)[20]

Một trong những nhân vật chính của bộ phim này, một chàng trai trẻ với mái tóc dài ngang vai, con ngươi màu xanh lam và một nốt ruồi gần mắt trái. Là một Bế Sĩ (Tojishi (閉じ師), anh có sứ mệnh khoá lại những cánh cửa tai họa. Anh đi tìm những cánh cửa xuất hiện khắp Nhật Bản, và gặp Suzume trên đường đến một nơi bỏ hoang nào đó. Anh là một sinh viên đại học năm thứ tư có nguyện vọng trở thành giáo viên, xuất thân trong một gia đình kín kẽ, thường sống trong một căn hộ ở Tokyo, để trả lại mảnh đất cho chủ cũ, anh quyết định tìm kiếm và khóa các cánh cửa. Anh đã bị nguyền rủa khi tiếp xúc với Daijin, biến thành một Yêu Thạch. Với chuyến đi cùng Suzume, anh ấy đã thay đổi suy nghĩ rằng sự tồn tại của mình là không liên quan. Sau đó, anh ấy được Suzume cứu. Sau chuyến đi, anh đã làm được một cuộc hẹn với Suzume để đến thăm mình trong tương lai. Anh gặp lại Suzume vài tháng sau đó.
- Eri Fukatsu trong vai Iwato Tamaki (岩戸 環?)[21]

Dì của Suzume là em gái của Tsubame. Cô nói giọng Miyazaki, vẫn độc thân ở tuổi gần 40 và nấu ăn rất giỏi. Năm 28 tuổi, do cái chết của em gái, cô bắt đầu chăm lo cho cuộc sống của Suzume, nhưng cô lại có xu hướng bảo vệ thái quá và hay cằn nhằn. Ban đầu, vì lo lắng khi biết Suzume bỏ nhà đi nên cô đã xin nghỉ phép và đi tìm Suzume, không những nhầm Serizawa với kẻ khả nghi đã bắt cóc Suzume mà còn yêu cầu Suzume nhanh chóng về nhà, dẫn đến hai người cãi nhau. Sau đó, cô ấy tiết lộ với Suzume rằng cô đã được giải cứu từ vụ động đất và sóng thần Tōhoku. Sau chuyến đi, cô cùng Suzume trở về tỉnh Miyazaki, trên đường đi cô đã cảm ơn những người đã chăm sóc Suzume trong suốt hành trình và nhận những món quà lưu niệm từ những người sau.
- Shota Sometani trong vai Okabe Minoru (岡部 稔?)[21]

Đồng nghiệp của Takami. Khi Takami nói chuyện với về việc Suzume bỏ nhà đi, thông qua GPS, cô phán đoán rằng Suzume đang ở Kōbe vào thời điểm đó. Khi Suzume và Takami về Miyazaki, cô đến thăm cả hai.
- Sairi Ito trong vai Ninomiya Rumi (二ノ宮 ルミ?)[21]

Chủ quán bar Haabaa (はぁばぁ) mà Suzume đã gặp ở Kōbe. Cô có một cặp song sinh nhỏ tên là Hana (花 (Hoa)) và Sora (空 (Không)). Trong chuyến đi của Suzume và Sōta tới Kōbe, Suzume đã được cho đi nhờ và ở lại quán để giúp đỡ, cung cấp thức ăn và chỗ ở cho cả hai.
- Kotone Hanase trong vai Amabe Chika (海部 千果?)[21]

Một cô gái trạc tuổi Suzume gặp ở Ehime. Gia đình điều hành một homestay, các thành viên trong gia đình bao gồm bố mẹ, một em trai đang học tiểu học và một bạn trai mới hẹn hò. Tò mò về Suzume và Sōta hình chiếc ghế, trong chuyến đi của hai người đến Ehime, Chika đã đãi Suzume nếm thử quýt của địa phương, tạm thời cho họ ở nhà, đồng thời chuẩn bị sẵn quần áo và túi xách trước khi Suzume rời đi.
- Kana Hanazawa trong vai Iwato Tsubame (岩戸 椿芽?)[21]

Mẹ của Suzume và chị gái của Tamaki. Khi còn sống, cô là một y tá trong bệnh viện, rất giỏi nấu nướng và chế tạo các vật dụng. Cô đã làm cho Suzume một chiếc ghế gỗ làm quà sinh nhật. Chết trong trận động đất và sóng thần Tōhoku ở tuổi 34.
- Matsumoto Hakuō II trong vai Munakata Hitsujirō (宗像 羊朗?)[21]

Ông của Sōta. Ông ấy đang nhập viện tại một bệnh viện ở Tokyo do sức khỏe yếu. Biết sự tồn tại của Sadaijin. Lúc đầu, ông nghĩ rằng người đóng cửa hi sinh vì nhân loại là lẽ đương nhiên, nhưng ông đã rung động khi Suzume đến bệnh viện nhờ ông giúp đỡ để cứu Sōta, đưa Sōta trở lại.
- Ryūnosuke Kamiki trong vai Serizawa Tomoya (芹澤 朋也?)[22]

Bạn của Sōta, một sinh viên sư phạm, khao khát trở thành một giáo viên. Anh ấy nói và cư xử thô lỗ, nhưng anh ấy thực sự quan tâm đến bạn bè của mình và thích nghe các bài hát thời Chiêu Hòa. Bực mình vì Sōta trượt bài kiểm tra của giáo viên, song cũng hỗ trợ Suzuka và Sōta trong chuyến đi của họ. Lúc đầu, Takami tưởng lầm anh ta là người đã bắt cóc Suzume, nhưng trong suốt cuộc hành trình, anh ta đã can thiệp để hòa giải mối quan hệ giữa Suzume và Takami khiến Takami đổi ý, sau đó Takami khen ngợi anh ta là một người có tố chất làm giáo viên.
- Ann Yamane trong vai Daijin (ダイジン?)[gc 2][23]

Chú mèo con màu trắng bí ẩn biết nói tiếng người lại có khả năng thay hình đổi dạng. Người dân địa phương đặt cho nó cái tên "Daijin" vì bộ râu trắng và dày khiến hắn trông giống một vị quan già. Danh tính thực sự của nó là một trong những Yêu Thạch phong ấn con giun cánh cửa Miyazaki ở Kyushu, nhưng khi Suzume mở cửa đã vô tình di chuyển Daijin, khiến nó xuất hiện trở lại. Có được khả năng di chuyển, phong ấn được phá, là vai trò quan trọng dẫn dắt Suzume tìm ra cánh cửa. Nó thực sự thích Suzume, nhưng thấy Sōta thật chướng mắt, nên đã nguyền rủa Sōta để khiến anh biến thành chiếc ghế màu vàng gãy mất một đế (nó thuộc về Suzume). Cuối cùng, nó đã trở lại thành Yêu Thạch, và phong ấn lại con sâu.
- Ann Yamane trong vai Sadaijin (サダイジン?)[gc 3]

Con mèo đen khổng lồ, vốn là Yêu Thạch phong ấn giun đất, nằm ở sâu dưới Hoàng cung. So với Daijin, nó có tính cách trưởng thành hơn, có thể tự do thay đổi kích thước cơ thể. Ở giai đoạn sau, nó theo Suzume đến tỉnh Miyazaki, trở lại thành Yêu Thạch và phong ấn lại giun đất.
- Aimi trong vai Miki (ミキ?)[24]

Một nữ nhân viên tại quán của Rumi.
- Kinuyo (絹代?)

Chủ cửa hàng tiện lợi và chủ căn hộ của Sōta ở Tokyo, là một người phụ nữ lớn tuổi. Cô có quen biết một chủ cửa hàng tiện lợi khác cũng gần căn hộ của Sōta ở Tokyo là Karoru (カロル)

## Sản xuất
Hình dạng của đất nước chúng ta đang sống—Nhật Bản, dài và hẹp. Quần đảo được tách từ đảo này sang đảo khác, nhưng điều gì vẫn kết nối chúng ta?
- Kawamura Genki giải thích khái niệm về bộ phim trong một cuộc phỏng vấn.
Shinkai Makoto lên kế hoạch và phát triển bộ phim từ tháng 1 đến tháng 3 năm 2020, và hoàn thiện kế hoạch vào tháng 4 cùng năm. Ông phát triển kịch bản từ tháng 4 năm 2020. Ông viết lại cốt truyện sáu lần, biên tập kịch bản thành ba bản, hoàn thiện bản thảo vào tháng 8 năm 2020. Phần kịch bản phân cảnh phát triển từ tháng 9 năm 2020, đội ngũ sản xuất phác thảo từ tháng 4 năm 2021 và hoàn thiện kịch bản phân cảnh vào tháng 12 năm 2021. Ngày 22 tháng 10 năm 2022, bộ phim chính thức hoàn thiện, đồng thời phía đơn vị phân phối tiết lộ nội dung phim sẽ liên quan đến động đất.

### Cảm hứng
Shinkai Makoto lấy cảm hứng cho tác phẩm từ cảm giác suy giảm của ông cảm thấy khi đến thăm các vùng đất của Nhật Bản trong công việc, đồng thời ông nhận thấy dân số giảm và không gian xanh tăng lên, còn cảnh tượng ở Shinjuku vốn đông đúc người qua lại trở nên im ắng trong đợt dịch viêm phổi truyền nhiễm. Điều này nhắc nhở ông khi người Nhật khai hoang vùng đất, họ tôn thờ vị thần của vùng đất và họ rời đi mà không làm gì cả. Từ việc suy nghĩ về nơi mà những tàn tích nhân tạo biến mất đã truyền cảm hứng giúp ông tạo nên nhân vật Suzume đến những vùng đất của Nhật Bản để kết bạn với những người bạn. Theo Shinkai, mặc dù cốt truyện và nhân vật giữa bộ phim và Dịch vụ giao hàng của phù thủy Kiki hoàn toàn khác nhau, tuy nhiên phim vẫn chịu ảnh hưởng sâu sắc bởi tác phẩm anime điện ảnh của Miyazaki Hayao. Lần này, ông không chỉ muốn sản xuất một tác phẩm làm khán giả lựa chọn đến rạp, mà còn muốn tạo ra một cực độ cho phép người xem đắm chìm vào câu chuyện từ hình ảnh đến âm thanh. Trong phần tái bút của phiên bản tiểu thuyết, ông nói thêm trong quá trình phát triển cốt truyện của phim, ông đã nhớ lại hậu quả của trận động đất và sóng thần Tōhoku năm 2011. Đây cũng là tác phẩm điện ảnh thứ ba mà Kawamura Genki hợp tác với Shinkai Makoto sau Your Name – Tên cậu là gì? và Đứa con của thời tiết.
Ngày 25 tháng 10 năm 2022, Shinkai tiết lộ tại cuộc họp báo cáo hoàn thành bộ phim rằng khán giả chính của ông chủ yếu là thanh thiếu niên và ngôn ngữ chung của trận động đất cũng đang dần biến mất. Vì vậy, ông muốn nắm bắt thời gian để chia sẻ tâm tư cùng với khán giả. Tháng 3 năm 2021, ông chứng kiến cảnh hoa anh đào nở rộ ở Tokyo trong đợt dịch viêm phổi truyền nhiễm, và nhận ra vẻ đẹp cũng như sự tàn nhẫn của thiên nhiên, vì vậy ông bắt đầu suy nghĩ liệu có thể đặt bộ phim dưới hình thức giải trí, biến sự bình tĩnh và sắc nét thành một bộ phim.

### Biên kịch
Shinkai Makoto lấy cảm hứng phần kịch bản từ trận động đất và sóng thần Tōhoku năm 2011 và đại dịch COVID-19. Kể từ trận động đất ở phía đông Nhật Bản xảy ra, ông đã có thể làm những điều mà ông từng không thể. Đồng thời, người xem chuyển từ nhóm không quan tâm đến các bộ phim thảm họa sang nhóm người lựa chọn xem, giải quyết vấn đề trực tiếp. Điều này cho thấy sự thay đổi của họ và cộng đồng theo thời gian. Trong Your Name - Tên cậu là gì?, Đứa con của thời tiết, và Khóa chặt cửa nào Suzume, Shinkai Makoto giải thích rằng cả hai tác phẩm đầu tiên đều là phép ẩn dụ cho trận động đất lớn ở phía đông Nhật Bản. Ba bộ phim này không mang theo ác ý hay sự nhân từ của thảm họa, mà thay vào đó, chúng thể hiện một thế lực khổng lồ không thể chống đỡ bằng nhân lực và đang ập đến. Trong chiếc ghế ba chân màu vàng của Suzume, thiết kế ý thức của Souta bị hạn chế, tạo ra một cảm giác bất tiện trong bối cảnh đại dịch COVID-19, đồng thời làm nổi bật tình cảm sâu sắc về khí hậu và văn hóa của Nhật Bản.
Khi xét đến tuổi tác của mình và sự trưởng thành của con gái, ông bắt đầu suy ngẫm về tình cha mẹ và con cái. Mối quan tâm của ông không còn nằm nhiều ở các mối quan hệ tình cảm được mô tả qua "làn ranh đỏ định mệnh" như trong Your Name – Tên cậu là gì?. Vì vậy, ông quyết định phim sẽ đưa vào một nhân vật nữ chính. Khi định hình mối quan hệ giữa Suzume và Souta, ông mong muốn tạo nên một cảm giác về một bộ phim tình bạn hơn. Đồng thời, mối quan hệ giữa Suzume và dì Tamaki cũng đóng một vai trò quan trọng trong phim. Ông không muốn sự căng thẳng của bộ phim "chắc chắn sẽ trở nên trầm lắng hơn" bằng cách tập trung nội dung vào một địa điểm sầu thảm, mà muốn biến bộ phim thành "câu chuyện tình bạn" giữa một cô gái và một chiếc ghế để đưa bộ phim trở nên thú vị. Shinkai Makoto đã suy nghĩ nhiều về ai sẽ là người bạn đồng hành của nữ chính, chẳng hạn như một cô gái hóa thành quái vật trong suốt câu chuyện, hoặc "cộng sự vô cơ" như hộp sữa. Ý tưởng về người hóa thành ghế đến với Shinkai Makoto khi ông nhìn thấy một chiếc ghế gỗ đặt ở một bến xe buýt vắng vẻ. Ông cảm nhận được một "cảm giác xa lạ" tốt hơn bất kỳ ý tưởng nào trước đây của ông từ chiếc ghế.

### Lồng tiếng
Ngày 5 tháng 7 năm 2022, đơn vị phân phối thông báo Hara Nananoka sẽ đảm nhận lồng tiếng cho nhân vật Iwato Suzume. Theo tiết lộ vào ngày 6 tháng 9 năm 2022, thành viên nhóm nhạc SixTONES - Matsumura Hokuto sẽ lồng tiếng cho Munakata Souta. Đây là lần đầu tiên Hara Nanoka và Matsumura Hokuto tham gia diễn xuất lồng tiếng trong anime. Shinkai Makoto lựa chọn Hara Nanoka từ hơn 1.700 ứng viên trong buổi thử giọng. Hara Nanoka đã vô cùng xúc động trong lần đầu xem phim của Shinkai Makoto vào mùa hè năm nhất ở trường trung học cơ sở. Đồng thời, cô rất yêu thích các tác phẩm của Shinkai. Cô cảm thấy lo lắng, áp lực, ngạc nhiên và hạnh phúc khi được chọn làm diễn viên lồng tiếng cho phim và từ những kỳ vọng của Shinkai Makoto dành cho cô. Cô coi bộ phim là "một câu chuyện thu hút sự chú ý đến sự kết nối và sự ấm áp giữa người với người, và những điều thực sự quan trọng đang bị mai một đi một chút trong xã hội ngày nay." Shinkai Makoto nhận xét Hara Nananoka mang một tài năng hiếm có khi khoảng cách giữa cảm xúc và giọng nói của cô gần hơn bất kỳ ai khác. Hokuto Matsumura không thể tưởng tượng việc anh sẽ xuất hiện trong tác phẩm của đạo diễn Shinkai Makoto. Anh cảm nhận được một cảm giác áp lực và phấn khích kỳ lạ khi được chọn là diễn viên lồng tiếng. Shinkai Makoto muốn giọng nói của Sōta phản ánh "sự kết hợp giữa Thượng đế và con người". Để làm được điều này, Hokuto Matsumura đã hạ thấp tông giọng hơn bình thường trong quá trình lồng tiếng. Shinkai Makoto ca ngợi giọng nói của Hokuto mang vẻ đẹp từ "trái tim phong phú", "sự nội tâm thường xuyên và ý thức thực sự về sứ mệnh". Shinkai cho rằng tinh thần của nam diễn viên hoàn toàn trùng khớp với vai diễn Sōta và anh có kỹ năng lồng tiếng xuất sắc.
Fukatsu Eri đảm nhận vai Iwato Tamaki trong bộ phim. Đây là lần đầu tiên cô tham gia lồng tiếng anime và gặp nhiều khó khăn trong việc diễn tả cảm xúc. Tamaki là người vùng Tōhoku nhưng sống ở Miyazaki nhiều năm, nên Fukatsu phải sử dụng cả hai phương ngữ. Shinkai Makoto rất ngạc nhiên với cách cô khám phá phương ngữ. Màn trình diễn của Fukatsu Eri đã giúp Hara thể hiện một phiên bản khác biệt của Suzume trong vô thức khi nữ chính ở cùng dì Tamaki. Sometani Shōta lồng tiếng cho đồng nghiệp Okabe Minoru của Tamaki trong Hiệp hội Nghề cá. Đây là lần thứ tư anh tham gia lồng tiếng một tác phẩm anime, sau Hai đứa con của chó sói, Cậu bé và Quái thú, và Belle: Rồng và công chúa tàn nhang. Shinkai Makoto rất yêu thích các tác phẩm của Hosoda Mamoru. Tuy nhiên, ông có phần lưỡng lự khi mời Sometani Shōta – bạn diễn của Hosoda Mamoru, tham gia vào tác phẩm  của ông. Matsumoto Hakuō II đảm nhận phần lồng tiếng của Munakata Hitsujirō. Matsumoto coi Munakata là một vai diễn khó, những hướng dẫn của Shinkai trong quá trình thu âm trong đã cho anh nhiều lợi ích. Ngày 25 tháng 10 năm 2022, đơn vị phân phối thông báo Kamiki Ryunosuke sẽ lồng tiếng cho nhân vật Serizawa Tomoya.

## Âm nhạc
Vào ngày 20 tháng 9 năm 2022, Twitter chính thức của bộ phim thông báo Radwipms — nhóm nhạc trước đây đã tham gia sản xuất Your Name – Tên cậu là gì?, Đứa con của thời tiết, và nhà soạn nhạc Kazuma Jinnouchi, người được biết đến với trò chơi điện tử Halo 5: Guardians, chịu trách nhiệm phần âm nhạc của tác phẩm này. Sau khi hoàn thành bản thảo kịch bản đầu tiên, Shinkai Makoto đã ngay lập tức gửi bản thảo đầu tiên đến Yojiro Noda — thành viên của Radwipms. Âm nhạc của các phân cảnh hành động này dựa trên khái niệm sản xuất âm nhạc Hollywood, một số quy trình thu âm âm nhạc hoàn thiện tại phòng thu Abbey Road ở London, Vương quốc Anh, trở thành tác phẩm đầu tiên của Shinkai Makoto thực hiện các bản thu âm tác phẩm điện ảnh ở nước ngoài. Nhằm tạo cảm giác hoài cổ và bí ẩn độc đáo cho mỗi phân cảnh, Radwipms cùng với Kazuma Jinnouchi đã sáng tác các bản nhạc với giai điệu và âm sắc vĩnh cửu, kết hợp các nhạc cụ dân gian như nhạc cụ truyền thống Nhật Bản, hạn chế sử dụng guitar trong quá trình thu âm, xen kẽ các bản nhạc jazz của dàn nhạc lớn.
Bài hát chủ đề của tác phẩm "Suzume" (すずめ)) do nữ ca sĩ trên nền tảng TikTok Toaka thể hiện. Yojiro hy vọng sẽ tìm được một giọng hát phù hợp nhằm thể hiện thế giới quan của ca khúc chủ đề "Suzume", vì vậy, nhiều buổi thử giọng khác nhau đã diễn ra. Trong quá trình này, Shinkai Makoto và Radwipms đã phát hiện và thúc đẩy Toaka thể hiện bài hát chủ đề của tác phẩm, họ cho rằng có một mối liên hệ mạnh mẽ giữa bài hát và Toaka. Trong lần đầu tiên Toaka nghe bài hát của chính mình xuất hiện ở trailer, cô cảm nhận sự run rẩy mà trước đây chưa từng có đối với cô, bên cạnh cảm giác hạnh phúc khi bài hát có thể trở thành "giai điệu tinh tế và khó quên của RADWIMPS", và một phần "thế giới quan vừa đẹp đẽ vừa cảm động của Shinkai Makoto". Đạo diễn Makoto nhận xét bộ phim này cần âm nhạc hoàn toàn khác với hai bộ phim trước, ông muốn mang đến cho người xem một "trải nghiệm âm nhạc sống động hơn", cho rằng giọng hát của Toaka và Jinnouchi đã thay đổi rất nhiều hình thức của bộ phim. Ngoài những bản nhạc do Radwipms, Kazuma Jinnouch sáng tác, phim cũng sử dụng những bài hát thuộc thời Kỳ Chiêu Hòa, bên cạnh những bài hát nổi tiếng của các ca sĩ khác.
Bài hát chủ đề "Suzume" (すずめ) phát hành trên các nền tảng nghe nhạc vào 30 tháng 9, 2022. Bài hát chủ đề thứ hai "Kanata Haluka" (カナタハルカ) phát hành vào ngày 28 tháng 10 năm 2022. Album soundtrack chính thức ra mắt vào ngày 11 tháng 11 năm 2022, cùng ngày ra mắt với bộ phim.
| STT              | Nhan đề                                         | Phổ lời          | Phổ nhạc              | Thời lượng |
| ---------------- | ----------------------------------------------- | ---------------- | --------------------- | ---------- |
| 1.               | "Futari no Deai" (tiếng Nhật: 二人の出逢い)     |                  | Yojiro Noda           | 1:02       |
| 2.               | "Haikyo no Onsengai" (tiếng Nhật: 廃墟の温泉街) |                  | Kazuma Jinnouchi Noda | 3:57       |
| 3.               | "Teate" (tiếng Nhật: 手当て)                    |                  | Noda                  | 1:24       |
| 4.               | "Kyatto Chēsu" (tiếng Nhật: キャットチェース)   |                  | Noda                  | 2:15       |
| 5.               | "Neko Sagashi" (tiếng Nhật: 夜のフェリー)       |                  | Noda                  | 1:53       |
| 6.               | "Neko Sagashi" (tiếng Nhật: 猫探し)             |                  | Akira Kuwahara        | 1:33       |
| 7.               | "Haikō no Fūkei" (tiếng Nhật: 廃校の風景)       |                  | Jinnouchi             | 3:11       |
| 8.               | "Futari no Jikan" (tiếng Nhật: 二人の時間)      |                  | Noda                  | 2:56       |
| 9.               | "Doraibu" (tiếng Nhật: ドライブ)                |                  | Jinnouchi             | 2:17       |
| 10.              | "Komori" (tiếng Nhật: 子守り)                   |                  | Jinnouchi             | 1:22       |
| 11.              | "Hai Yuenchi" (tiếng Nhật: 廃遊園地)            |                  | Jinnouchi Noda        | 4:51       |
| 12.              | "Senshi no Kyūsoku" (tiếng Nhật: 戦士の休息)    |                  | Noda                  | 2:51       |
| 13.              | "Shinkansen no Tabi" (tiếng Nhật: 新幹線の旅)   |                  | Jinnouchi             | 1:31       |
| 14.              | "Mimizu no Rekishi" (tiếng Nhật: ミミズの歴史)  |                  | Noda                  | 1:26       |
| 15.              | "Yochō" (tiếng Nhật: 予兆)                      |                  | Jinnouchi             | 3:04       |
| 16.              | "Tōkyō Jōkū" (tiếng Nhật: 東京上空)             |                  | Noda                  | 4:14       |
| 17.              | "Ketsui ~ Tabidachi" (tiếng Nhật: 決意〜旅立ち) |                  | Jinnouchi Noda        | 5:29       |
| 18.              | "Kitsunetsuki" (tiếng Nhật: 狐憑き)             |                  | Jinnouchi             | 1:24       |
| 19.              | "Jitensha no Futari" (tiếng Nhật: 自転車の二人) |                  | Noda                  | 1:42       |
| 20.              | "Yume ja Nakatta" (tiếng Nhật: 夢じゃなかった)  |                  | Noda                  | 1:51       |
| 21.              | "Tokoyo" (tiếng Nhật: 常世)                     |                  | Jinnouchi Noda        | 1:08       |
| 22.              | "Okaue no Kanameishi" (tiếng Nhật: 丘上の要石)  |                  | Jinnouchi             | 1:43       |
| 23.              | "Sōta no Moto e" (tiếng Nhật: 草太の元へ)       |                  | Noda Jinnouchi        | 2:23       |
| 24.              | "Inori" (tiếng Nhật: 祈り)                      |                  | Jinnouchi             | 3:05       |
| 25.              | "Tojimari" (tiếng Nhật: 戸締まり)               |                  | Noda Jinnouchi        | 3:52       |
| 26.              | "Kanata Haluka" (カナタハルカ)                  | Noda             | Noda                  | 5:55       |
| 27.              | "Suzume" (すずめ)                               | Noda             | Noda                  | 3:58       |
| 28.              | "Tamaki"                                        | Noda             | Noda                  | 4:55       |
| 29.              | "Suzume no Namida" (tiếng Nhật: すずめの涙)     | Noda             | Noda                  | 4:35       |
| Tổng thời lượng: | Tổng thời lượng:                                | Tổng thời lượng: | Tổng thời lượng:      | 81:47      |

## Chủ đề
Shinkai Makoto đặt chủ đề trọng tâm của bộ phim là "câu chuyện về một nơi sầu thảm" và "câu chuyện về trận động đất lớn ở phía Đông Nhật Bản. Trong bài đánh giá của mình, nhà văn Yusuke Nakagawa nhận xét Khóa chặt cửa nào Suzume không chỉ là một tác phẩm văn học về thảm họa động đất, mà còn là một câu chuyện trưởng thành của một cô gái trẻ khẳng định chủ nghĩa cá nhân của mình, coi bộ phim như một lời kêu gọi rằng nỗi đau của các nạn nhân bị thương và mất mát trong trận động đất vẫn chưa được xoa dịu, đồng thời, các nạn nhân không chỉ là nạn nhân trực tiếp của trận động đất lớn ở phía Đông Nhật Bản, bên cạnh những nạn nhân của các thảm họa khác trong quá khứ và thậm chí cả các nạn nhân trong tương lai. Bất cứ nơi nào Suzume đến trong bộ phim, thảm họa sẽ đến gần, nhưng người bình thường không thể nhìn thấy, anh nhận xét bản thân thảm họa có thể là phép ẩn dụ cho sự tức giận và đau buồn của những nạn nhân đã rời bỏ nhà cửa và lang thang khắp Nhật Bản sau thảm họa, hay tiếng kêu hấp hối của Trái Đất trong đau khổ khi phải phải gánh chịu sự ô nhiễm môi trường.
Giáo sư phụ trách khoa Nghiên cứu Văn học của Đại học Tohoku — Kennosuke Mogi cho rằng bộ phim này tương tự như các bộ phim trước đó của Shinkai Makoto, nhận xét sự biến hình của Sadaijin thành mèo trước khi trở lại hình dạng ban đầu để đàn áp Sōta là tư duy "sự trừng phạt của Trời" đề xuất bởi Naitō Masatoshi trong trận động đất Kanto và trận động đất lớn phía Đông Nhật Bản, khi coi thiên tai như sự trừng phạt của thiên nhiên đối với con người, coi những khu vực đổ nát của nạn công nghiệp hóa tương tự khu vực bị cô lập bởi thảm họa, bên cạnh việc đối tượng của "tưởng niệm" chỉ giới hạn trong khu vực có sự xuất hiện của con người, dựa trên tư duy mâu thuẫn này, tưởng niệm sẽ không thể tiếp diễn khi quan hệ giữa con người và đất bị mất đi, động đất luôn xảy ra ở những nơi con người sinh sống, và những trận động đất này chỉ xảy ra ở những nơi gây ra thiệt hại lớn như Kyushu, Shikoku, Hanshin, Tokyo và Tōhoku Sanriku là tư duy quá trọng tâm con người và có những sinh vật khác bị loại trừ khỏi đó. Kennosuke Mogi chỉ trích Suzume khi cô trao chiếc ghế tưởng niệm của mẹ cho chính mình khi còn nhỏ, khuyên cô ấy lớn lên thật tốt, sau này sẽ có nhiều người yêu mến cô ấy hơn, thực tế là cô ấy đã khuyến khích bản thân thuở nhỏ của mình quên đi người mẹ đã chết vì mình ("tang thương thất bại trong khi lặp lại"), đồng thời, khi Suzume trở lại thế giới hiện tại, cô ấy nhớ ra rằng người mẹ đã gặp cô ấy khi cô lạc vào "thế giới vĩnh cửu" thực tế là bản thân cô trong tương lai, bởi vì đây là một diễn ngôn vô cùng thiếu tế nhị thể hiện sự chủ quan của người chết, khi người chết tàng hình và mất trí nhớ kết hợp với tư duy tâm linh thì người chết sẽ bị bêu xấu, họ chỉ có thể xuất hiện như một sự tồn tại.
Fujita Naoya — phó giáo sư và nhà phê bình phim tại Đại học Điện ảnh và Truyền hình Nhật Bản đã so sánh bộ phim với Hai đứa con của chó sói, Your Name – Tên cậu là gì? và Đứa con của thời tiết nhằm phân tích thế giới quan, thiết lập nhân vật và thông điệp của bộ phim. Ông nhận xét sự sáng tạo của Shinkai Makoto chịu ảnh hưởng sâu sắc bởi Miyazaki Hayao, khi ông lồng ghép thần đạo và các yếu tố thảm họa, đồng thời phim có nhiều nội dung ẩn dụ và câu chuyện ngụ ngôn bao gồm tính ngữ cảnh cao so với các anime khác. Trong đó, "cánh cổng sinh tử" xuất hiện trong Những đứa trẻ đuổi theo tinh tú là nguyên gốc của "thế giới bên kia" nơi những người chết đã mất tìm đến, bên cạnh "thế giới vĩnh cửu" của người quá cố dẫn đến "cửa sau" là một thế giới u ám, sáng chói với những vì sao kỳ lạ, khác hẳn với thực tại, tuy nhiên, Suzume không thể đoàn tụ với người mẹ đã khuất của mình, nhưng thay vào đó, chính bản thân Suzume lớn lên là người an ủi cô khi cô bốn tuổi. Fujita Naoya nhận xét trong bài báo rằng "hành trình của Suzume" có thể được hiểu là Suzume "ngừng theo đuổi mẹ = thế giới lý tưởng không tồn tại" trong thực tế, đồng thời, "cảm giác đóng cửa", thế giới đen tối không chỉ có thể được nhìn thấy là biểu tượng cho trái tim của những người mất nhà cửa và gia đình trong thảm họa, hoặc cũng có thể coi là biểu tượng cho trái tim của những người mất hy vọng vào cuộc sống, đối với "đóng cửa" có nghĩa dập tắt sự kiên trì của ảo tưởng về một thế giới lý tưởng không tồn tại trên thế giới. Bên cạnh đó, không giống như các tác phẩm trước của Shinkai Makoto — người có xu hướng miêu tả những nhân vật nữ với yếu tố phù thủy và những cô gái yêu thích văn học như những tồn tại "linh thiêng", bộ phim sử dụng nam Sōta trong vai trò phù thủy, và thay vào đó, tác phẩm nhấn mạnh toàn bộ "đời sống" của phụ nữ sẽ cụ thể hóa dựa trên cuộc sống và lao động thực tế. Ông kết luận mong muốn làm đẹp và quay về quá khứ có thể thấy ở khắp nơi trên thế giới, nhưng nếu mọi người cố quay ngược lại quá xa, điều đó có thể châm ngòi cho những thảm họa mới, bộ phim là lời kêu gọi mọi người chấp nhận mất mát và sống tích cực, đồng thời làm những gì cần thiết.

## Phát hành

Áp phích chiếu rạp của phim tại Việt Nam.

Khóa chặt cửa nào Suzume đã có buổi chiếu sớm dưới định dạng IMAX vào ngày 7 tháng 11 năm 2022 dành cho những người xem được quyết định thông qua xổ số. Phim được Toho phát hành trên toàn quốc tại 420 rạp ở Nhật Bản vào ngày 11 tháng 11 thông qua các suất chiếu thường lệ và IMAX. Các buổi chiếu lúc nửa đêm được tổ chức tại 11 rạp trên sáu thành phố ở Nhật Bản. Bộ phim được công chiếu quốc tế để tranh giải tại Liên hoan phim quốc tế Berlin lần thứ 73 vào ngày 23 tháng 2 năm 2023, đánh dấu lần đầu tiên một bộ phim anime tranh giải tại liên hoan kể từ Spirited Away ra mắt vào năm 2002.
Tại châu Á, bộ phim được khởi chiếu tại một số nước vào năm 2023, bao gồm ngày 2 tháng 3 tại Hồng Kông, Đài Loan và Ma Cao; ngày 8 tháng 3 tại Indonesia, Philippines và Hàn Quốc; ngày 9 tháng 3 tại Malaysia và Singapore; ngày 10 tháng 3 tại Việt Nam; ngày 24 tháng 3 tại Trung Quốc; ngày 13 tháng 4 tại Thái Lan; và ngày 21 tháng 4 tại Ấn Độ. Encore Films là đơn vị phát hành bộ phim tại các nước Đông Nam Á, riêng Warner Bros. Pictures là đơn vị đồng hỗ trợ phát hành tại Philippines và Thái Lan.

## Đón nhận
Trong 3 ngày đầu tiên khởi chiếu bộ phim đã thu về 1,88 tỷ yên, bán chạy hơn 38,7% vé và 47,4% doanh thu so với Tên cậu là gì?.

## Chuyển thể

### Tiểu thuyết
Một cuốn tiểu thuyết cùng tên dựa trên bộ phim được Kadokawa Bunko phát hành tại Nhật Bản vào ngày 24 tháng 8 năm 2022. Như các tác phẩm trước đó, Shinkai Makato là tác giả chấp bút cho tiểu thuyết. Tính đến đầu tháng 11 cùng năm, tiểu thuyết bán được khoảng 350.000 bản in. Kadokawa Tsubasa Bunko phát hành một ấn bản dành cho thiếu nhi vào ngày 13 tháng 10 năm 2022.
| # | Phát hành Nhật   | Phát hành Nhật    | Phát hành tiếng Việt | Phát hành tiếng Việt |
| # | Ngày phát hành   | ISBN              | Ngày phát hành       | ISBN                 |
| --- | ---------------- | ----------------- | -------------------- | -------------------- |
| 1 | 24 tháng 8, 2022 | 978-4-04-112679-0 | 30 tháng 11 năm 2023 | 978-604-398-267-1    |
| \| - Ngày thứ nhất (一日目 Ichi Nichime?) - "Chốn quen trong cõi mộng" (夢で、いつも行く場所 Yume de, Itsumo Iku Basho?) - "Một người đẹp tựa phong cảnh" (そういう景色のように、美しい人 Sōiu Keshiki no Yōni, Utsukushii Hito?) - "Những điều chỉ chúng tôi nhìn thấy" (私たちにしか見えないもの Watashitachi ni Shika Mienai Mono?) - "Tất cả thì thầm 'tất cả rồi kìa'" (さあ始まるよと、皆がささやく Sā Hajimaru yo to, Mina ga Sasayaku?) - Ngày thứ hai (二日目 Ni Nichime?) - "Tìm mèo ở Ehime" (愛媛での猫探 Ehime de no Neko Sagu?) - "Chạy về đâu bây giờ" (だからいま、私たちが走るべき方向は Dakara Ima, Watashitachi ga Hashiru Beki Hōkō wa?) - "Vì anh mà trở thành phù thuỷ" (あなたのせいで魔法使いに Anata no Sei de Mahōtsukai ni?) - Ngày thứ ba (三日目 San Nichime?) - "Băng qua eo biển" (海峡を渡る Kaikyō o Wataru?) - "Hồi ức của bốn người" (思い出は四人で Omoide wa Yonin de?) - "Cửa không thể qua, nơi không nên tới" (入れない扉、行くべきではない場所 Irenai Tobira, Iku Beki de wa Nai Basho?) - "Bữa tiệc đêm và giấc mơ cô độc" (夜のパーティーと、孤独な夢 Yoru no Pātī to, Kodokuna Yume?) - Ngày thứ tư (四日目 Yon Nichime?) - "Những cảnh sắc ngoài tầm với" (見えるけれど、関われない風景たち Mieru Keredo, Kakawarenai Fūkeitachi?) - "Căn phòng như một vườn cây" (庭のような部屋 Niwa no Yōna Heya?) - "Nếu nút bấc của bầu trời bật mở" (空の栓が抜けたとしたら Sora no Sen ga Nuketa to Shitara?) - "Một đi không trở lại" (もう二度と Mō Nidoto?) - Ngày thứ năm (五日目 Go Nichime?) - "Cánh cửa duy nhất có thể vào" (あなたが入れる唯一のドアは Anata ga Ireru Yuiitsu no Doa wa?) - "Khởi hành" (出発 Shuppatsu?) - "Điều em kiếm tìm là gì vậy" (探しものは何ですか Sagashi Mono wa Nani Desu ka?) - "Tả Đại Thần xuất hiện" (サダイジン登場 Sadaijin Tōjō?) - "Việc muốn nhờ" (してほしいこと Shite Hoshii Koto?) - "Cố hương" (故郷 Kokyō?) - Cõi vĩnh hằng (常世 Tokoyo?) - "Thị trấn chìm trong biển lửa" (まだ、燃えている町 Mada, Moeteiru Machi?) - "Mọi dòng thời gian" (ぜんぶの時間 Zenbu no Jikan?) - Ngày thứ sáu và sau đó (六日目と後日談 Roku Nichime to Gojitsudan?) - "Những lời hôm ấy" (あの日の言葉を Ano Hi no Kotoba o?) - Lời bạt (あとがき Atogaki?) \| |                  |                   |                      |                      |
| - Ngày thứ nhất (一日目 Ichi Nichime) - "Chốn quen trong cõi mộng" (夢で、いつも行く場所 Yume de, Itsumo Iku Basho) - "Một người đẹp tựa phong cảnh" (そういう景色のように、美しい人 Sōiu Keshiki no Yōni, Utsukushii Hito) - "Những điều chỉ chúng tôi nhìn thấy" (私たちにしか見えないもの Watashitachi ni Shika Mienai Mono) - "Tất cả thì thầm 'tất cả rồi kìa'" (さあ始まるよと、皆がささやく Sā Hajimaru yo to, Mina ga Sasayaku) - Ngày thứ hai (二日目 Ni Nichime) - "Tìm mèo ở Ehime" (愛媛での猫探 Ehime de no Neko Sagu) - "Chạy về đâu bây giờ" (だからいま、私たちが走るべき方向は Dakara Ima, Watashitachi ga Hashiru Beki Hōkō wa) - "Vì anh mà trở thành phù thuỷ" (あなたのせいで魔法使いに Anata no Sei de Mahōtsukai ni) - Ngày thứ ba (三日目 San Nichime) - "Băng qua eo biển" (海峡を渡る Kaikyō o Wataru) - "Hồi ức của bốn người" (思い出は四人で Omoide wa Yonin de) - "Cửa không thể qua, nơi không nên tới" (入れない扉、行くべきではない場所 Irenai Tobira, Iku Beki de wa Nai Basho) - "Bữa tiệc đêm và giấc mơ cô độc" (夜のパーティーと、孤独な夢 Yoru no Pātī to, Kodokuna Yume) - Ngày thứ tư (四日目 Yon Nichime) - "Những cảnh sắc ngoài tầm với" (見えるけれど、関われない風景たち Mieru Keredo, Kakawarenai Fūkeitachi) - "Căn phòng như một vườn cây" (庭のような部屋 Niwa no Yōna Heya) - "Nếu nút bấc của bầu trời bật mở" (空の栓が抜けたとしたら Sora no Sen ga Nuketa to Shitara) - "Một đi không trở lại" (もう二度と Mō Nidoto) - Ngày thứ năm (五日目 Go Nichime) - "Cánh cửa duy nhất có thể vào" (あなたが入れる唯一のドアは Anata ga Ireru Yuiitsu no Doa wa) - "Khởi hành" (出発 Shuppatsu) - "Điều em kiếm tìm là gì vậy" (探しものは何ですか Sagashi Mono wa Nani Desu ka) - "Tả Đại Thần xuất hiện" (サダイジン登場 Sadaijin Tōjō) - "Việc muốn nhờ" (してほしいこと Shite Hoshii Koto) - "Cố hương" (故郷 Kokyō) - Cõi vĩnh hằng (常世 Tokoyo) - "Thị trấn chìm trong biển lửa" (まだ、燃えている町 Mada, Moeteiru Machi) - "Mọi dòng thời gian" (ぜんぶの時間 Zenbu no Jikan) - Ngày thứ sáu và sau đó (六日目と後日談 Roku Nichime to Gojitsudan) - "Những lời hôm ấy" (あの日の言葉を Ano Hi no Kotoba o) - Lời bạt (あとがき Atogaki)                                       |                  |                   |                      |                      |

| - Ngày thứ nhất (一日目 Ichi Nichime) - "Chốn quen trong cõi mộng" (夢で、いつも行く場所 Yume de, Itsumo Iku Basho) - "Một người đẹp tựa phong cảnh" (そういう景色のように、美しい人 Sōiu Keshiki no Yōni, Utsukushii Hito) - "Những điều chỉ chúng tôi nhìn thấy" (私たちにしか見えないもの Watashitachi ni Shika Mienai Mono) - "Tất cả thì thầm 'tất cả rồi kìa'" (さあ始まるよと、皆がささやく Sā Hajimaru yo to, Mina ga Sasayaku) - Ngày thứ hai (二日目 Ni Nichime) - "Tìm mèo ở Ehime" (愛媛での猫探 Ehime de no Neko Sagu) - "Chạy về đâu bây giờ" (だからいま、私たちが走るべき方向は Dakara Ima, Watashitachi ga Hashiru Beki Hōkō wa) - "Vì anh mà trở thành phù thuỷ" (あなたのせいで魔法使いに Anata no Sei de Mahōtsukai ni) - Ngày thứ ba (三日目 San Nichime) - "Băng qua eo biển" (海峡を渡る Kaikyō o Wataru) - "Hồi ức của bốn người" (思い出は四人で Omoide wa Yonin de) - "Cửa không thể qua, nơi không nên tới" (入れない扉、行くべきではない場所 Irenai Tobira, Iku Beki de wa Nai Basho) - "Bữa tiệc đêm và giấc mơ cô độc" (夜のパーティーと、孤独な夢 Yoru no Pātī to, Kodokuna Yume) - Ngày thứ tư (四日目 Yon Nichime) - "Những cảnh sắc ngoài tầm với" (見えるけれど、関われない風景たち Mieru Keredo, Kakawarenai Fūkeitachi) - "Căn phòng như một vườn cây" (庭のような部屋 Niwa no Yōna Heya) - "Nếu nút bấc của bầu trời bật mở" (空の栓が抜けたとしたら Sora no Sen ga Nuketa to Shitara) - "Một đi không trở lại" (もう二度と Mō Nidoto) - Ngày thứ năm (五日目 Go Nichime) - "Cánh cửa duy nhất có thể vào" (あなたが入れる唯一のドアは Anata ga Ireru Yuiitsu no Doa wa) - "Khởi hành" (出発 Shuppatsu) - "Điều em kiếm tìm là gì vậy" (探しものは何ですか Sagashi Mono wa Nani Desu ka) - "Tả Đại Thần xuất hiện" (サダイジン登場 Sadaijin Tōjō) - "Việc muốn nhờ" (してほしいこと Shite Hoshii Koto) - "Cố hương" (故郷 Kokyō) - Cõi vĩnh hằng (常世 Tokoyo) - "Thị trấn chìm trong biển lửa" (まだ、燃えている町 Mada, Moeteiru Machi) - "Mọi dòng thời gian" (ぜんぶの時間 Zenbu no Jikan) - Ngày thứ sáu và sau đó (六日目と後日談 Roku Nichime to Gojitsudan) - "Những lời hôm ấy" (あの日の言葉を Ano Hi no Kotoba o) - Lời bạt (あとがき Atogaki) |

| # | Ngày phát hành Nhật | ISBN Nhật         |
| - | ------------------- | ----------------- |
| 1 | 13 tháng 10, 2022   | 978-4-04-632190-9 |

### Manga
Phiên bản manga của bộ phim được thực hiện bởi Amashima Denki và đã đăng tải trên tạp chí Gekkan Afternoon của nhà xuất bản Kodansha từ ngày 25 tháng 10 năm 2022 đến ngày 25 tháng 12 năm 2023. Kodansha bắt đầu phát hành tập tankobon đầu tiên của truyện kể từ ngày 23 tháng 3 năm 2023. Tập tankobon thứ hai và cuối cùng được phát hành lần lượt vào ngày 22 tháng 9 năm 2023 và ngày 22 tháng 2 năm 2024.
Vào ngày 24 tháng 12 năm 2023, Nhà xuất bản Kim Đồng đã xác nhận việc sẽ xuất bản phiên bản tiếng Việt của bộ Manga này trong năm 2024.
| 1                                                                        | 23 tháng 3, 2023 | 978-4-06-530880-6 |
| 2                                                                        | 22 tháng 9, 2023 | 978-4-06-532975-7 |
| 3                                                                        | 22 tháng 2, 2024 | 978-4-06-534603-7 |
| Mã ISBN tiếng Nhật được lấy từ trang thống kê phát hành sách Hanmoto.com |                  |                   |